# Телемачта KOBR-TV
Телемачта KOBR-TV — самое высокое сооружение в мире с 1956 по 1959 год. Располагается на невключённой территории Капрок, штат Нью-Мексико. Высота мачты составляет 490,7 метра. Телемачта служит для передачи радио и телевизионного сигнала.

## История
Изначально телемачта KOBR-TV носила название KSWS-TV Tower и имела ту же высоту, что и её предшественница. После постройки в 1956 году и до возведения в Раймонде в 1959 году башни WGME-TV телемачта KOBR-TV являлась самым высоким сооружением в мире.
В 1960 году оригинальная башня обрушилась во время сильного шторма, что привело к необходимости строительства новой. В результате была возведена башня KOBR, которая заменила утраченный объект. С момента завершения строительства 560-метровой передающей мачты KBIM в Розуэлле в 1965 году, это сооружение стало вторым по высоте в Нью-Мексико.